# Pożar w hotelu Gulf w Houston
Pożar w hotelu Gulf miał miejsce 7 września 1943 roku w Houston. W wyniku pożaru, śmierć poniosło 55 osób, a ponad 30 osób zostało rannych. Jest to najtragiczniejszy pożar w historii miasta.
7 września 1943 roku przed godziną 0.50, recepcjonista hotelu został poinformowany, że na drugim piętrze, w jednym z pokoi zapalił się materac łóżka. Pracownik i kilku gości hotelu ugasiło pożar, a następnie przeniosło tlący się materac do szafy wnękowej w sali na drugim piętrze. Kilka chwil później materac ponownie stanął w ogniu. Płomienie w kilka minut zajęły całą salę, w której znajdowała się szafa, a następnie zaczęły rozprzestrzeniać po całym drugim piętrze hotelu.
Straż pożarna zostało poinformowana o pożarze o godzinie 0.50. Gdy strażacy przybyli na miejsce ogień, rozprzestrzenił się klatką schodową na trzecie piętro, a następnie zajął dach budynku. Wielu gościom hotelu udało się opuścić budynek zewnętrznymi schodami ewakuacyjnymi.
Spośród 133 gości przebywających feralnej nocy w hotelu, śmierć poniosło 55 osób; w tym 38 osób zginęło wewnątrz hotelu, 15 zmarło po kilkunastu godzinach w szpitalach na skutek zatrucia tlenkiem węgla, a dwie osoby zginęły, gdy próbując się ratować wyskoczyły z okien hotelu. Ciała 23 ofiar były zwęglone w takim stopniu, że nigdy nie udało się ich zidentyfikować i zostały pochowane we wspólnej mogile na cmentarzu South Park w Houston.
Pożar hotelu Gulf, do dziś jest najtragiczniejszym pożarem w historii Houston i jest drugim najtragiczniejszym pożarem w historii Teksasu po katastrofie w Texas City z 1947 roku, w której zginęło 581 osób.